# フェール
フェール (ドイツ語: Vöhl) は、ドイツ連邦共和国ヘッセン州ヴァルデック＝フランケンベルク郡に属す町村（以下、本項では便宜上「町」と記述する）である。
フェールは、ケラーヴァルト＝エーダーゼー自然公園およびケラーヴァルト＝エーダーゼー国立公園に属すエーダー湖畔にあることで広く知られている。

## 地理

### 位置
フェールの町の中心部は、カッセルの西南西約 40 km（直線距離）の、ケラーヴァルト＝エーダーゼー自然公園北部、エーダー湖北岸の高台に位置している。この堰止め湖の南岸にはケラーヴァルト＝エーダーゼー国立公園が広がっている。町はアーゼルバッハ川の造る盆地にあり、エーダー湖に向かう川の流れに沿って南向きに開けている。フェールの町の南部と東部は森に囲まれており、北側に農業に利用されている土地が広がっている。

### 隣接する市町村
フェールは、北はコルバッハ、東はヴァルデックおよびエーダータール、南はフランケナウおよびフランケンベルク、そして西はリヒテンフェルスと境を接している。

### 自治体の構成
個々の地区は、ほとんどが大変小さな集落で、エーダー湖の西側に、エーダー湖に沿って北西から南東に点在している。
| - アーゼル - バスドルフ - ブーヒェンベルク - ドルフイッター - エーダーブリングハウゼン - ハルプスハウゼン | - ヘルツハウゼン - キルヒロートハイム - マリエンハーゲン - ニーダーオルケ - オーベルンブルク | - オーバーオルケ - シュミットロートハイム - タールイッター - フェール（行政機関所在地） - ホーフ・ラウターバッハ |

### 水域
フェール町内の水域は以下のものがある。
| 川 - アーゼルバッハ（エーダー川/エーダー湖の支流） - エーダー川（フルダ川の支流、エーダー湖を形成している） - イッター川（エーダー川/エーダー湖の支流） - ロルフェバッハ（エーダー川支流） - オルケ（エーダー川支流） - ザッセルバッハ（オルケ川支流） | 池、湖 - エーダー湖（エーダー川の堰止め湖） - キルヒロートハイム近郊の湖（旧砂利採石場跡の湖で、現在は水浴場となっている） |

## 歴史
出土品は、この地域の定住が石器時代から続いていることを示している。
中世初期、ここはザクセン人とフランク人、それぞれの支配地域の境界であった。現在でもこの辺りを東西に中部ドイツ語と低地ドイツ語との言語境界が横切っている。
フェールの現在の町域付近は、中世盛期にイッターガウを形成することになるイッター家の所領内にあった。最後のイッター家当主が1356年に死亡した後、領主権はヘッセン方伯とマインツ選帝侯に分割された。ヴァルデック伯やヴォルフ・フォン・グーデンベルク家に一時的に質入れされた後、最終的には1589年にヘッセン方伯がイッター領を獲得した。ヘッセン＝カッセル方伯とヘッセン＝ダルムシュタット方伯との間で所有権の争いが起こったが、1650年に後者のものと確定し、ヴァルデック領内に位置する飛び地となっていた。ヘッセン＝ダルムシュタット方伯領の行政改革に伴い、イッター領からフェール郡が設けられ、1866年にプロイセンに併合されるまで存続した。その後、1886年にフランケンベルク郡に統合された。
フェールは「Vohulen」として1144年に初めて記録されているが、この集落はもっと古くからすでに存在していた。この集落はイッター領に属していた。1381年および1383年にヴァルデック伯とヘッセン方伯がそれぞれの所領を質入れしたことで、ティーレ1世ヴォルフ・フォン・グーデンベルクがイッター領の所有者となった。彼は、村の南に城塞を築いていたフェールに、その宮廷を遷した。ヴァルデック伯は1542年に、ヘッセン方伯も1562年に借金を完済している。
その後数十年の間に領主は何度も入れ替わり、特に三十年戦争の間は頻繁に交替した。1639年5月14日、領主はヘッセン＝ダルムシュタット方伯であったのだが、方伯ルートヴィヒ5世は、ブッツバッハの城に住んでいた弟のフィリップにイッター領とその城および村を陪臣領の形で譲渡した。フィリップは、新たに臣下となった者達から忠誠の誓いを受けるために、短期間ではあるがフェールを訪れた。1643年のフィリップの死後、イッター領は再びダルムシュタット方伯の直接領となった。1650年、三十年戦争の平和条約締結の過程で、イッター領は最終的に、この後200年あまりの間、ヘッセン＝ダルムシュタット方伯領として認められた。
方伯ゲオルク2世の死後（1661年）、この所領は彼の次男ゲオルクに陪臣領として委託した。彼は古いヴォルフ・フォン・グーデンベルク家の城を改修し、居館として拡張した。しかしゲオルクは1676年にホーフ・ラウターバッハで死亡した。1691年、イッター領は 8万グルデンでヨハン・マティアス・コッホに質入れされた。ヘッセン＝ダルムシュタット方伯は1695年にこの借金を返済した。
普墺戦争後の1866年にヘッセン＝ダルムシュタット方伯はビーデンコプフ郡とフェール郡をプロイセンに割譲せざるを得なかった。フェール郡は、カッセルに合成期間をおくヘッセン＝ナッサウ州の行政区分として存続したが、官僚組織上はフランケンベルク郡の下位に置かれた。その後 20 年間、旧フェール郡は一定の権利を保持したが、1886年4月1日に解消され、フランケンベルク郡に統合された。区裁判所だけはこの町に残された。

### 町村合併
1971年2月1日、ドルフイッター、ヘルツハウゼン、タールイッターは合併し、自治体イッタータールが成立した。同時にフェールはアーゼル、バスドルフと共に新しい自治体を形成した。また、1972年1月1日、ブーヒェンベルク、エーダーブリングハウゼン、ハルプスハウゼン、キルヒロートハイム、ニーダーオルケ、オーバーオルケ、シュミットロートハイムから自治体ヘッセンシュタインが発足した。マリエンハーゲンとオーベルンブルクはこの時点では独立したままであった。
1974年1月1日、ヘッセンシュタイン、マリエンハーゲン、オーベルンブルク、イッタータールとフェールは合併して、大きな自治体フェールとなった。行政機関はフェール地区に置かれた。

## 行政

### 議会
フェールの町議会は、31議席からなる。

### 紋章
フェールの紋章は、銀地で、緑の土地の上に青い屋根の赤い城が描かれている。城の向かって左側には図案化された塔が付属している。城の前には小さな盾がある。この小盾は青地で、金の冠を被り、赤い爪を見せる、銀と赤で上下に塗り分けられた獅子が描かれている。この紋章は1977年8月17日にヘッセン州内務省によって認可された。

### 姉妹自治体
- ムシャール（フランス、ジュラ県）1986年
- バスドルフ（ドイツ、ブランデンブルク州ヴァントリッツ（ドイツ語版、英語版）町内の地区）1990年

## 文化と見所

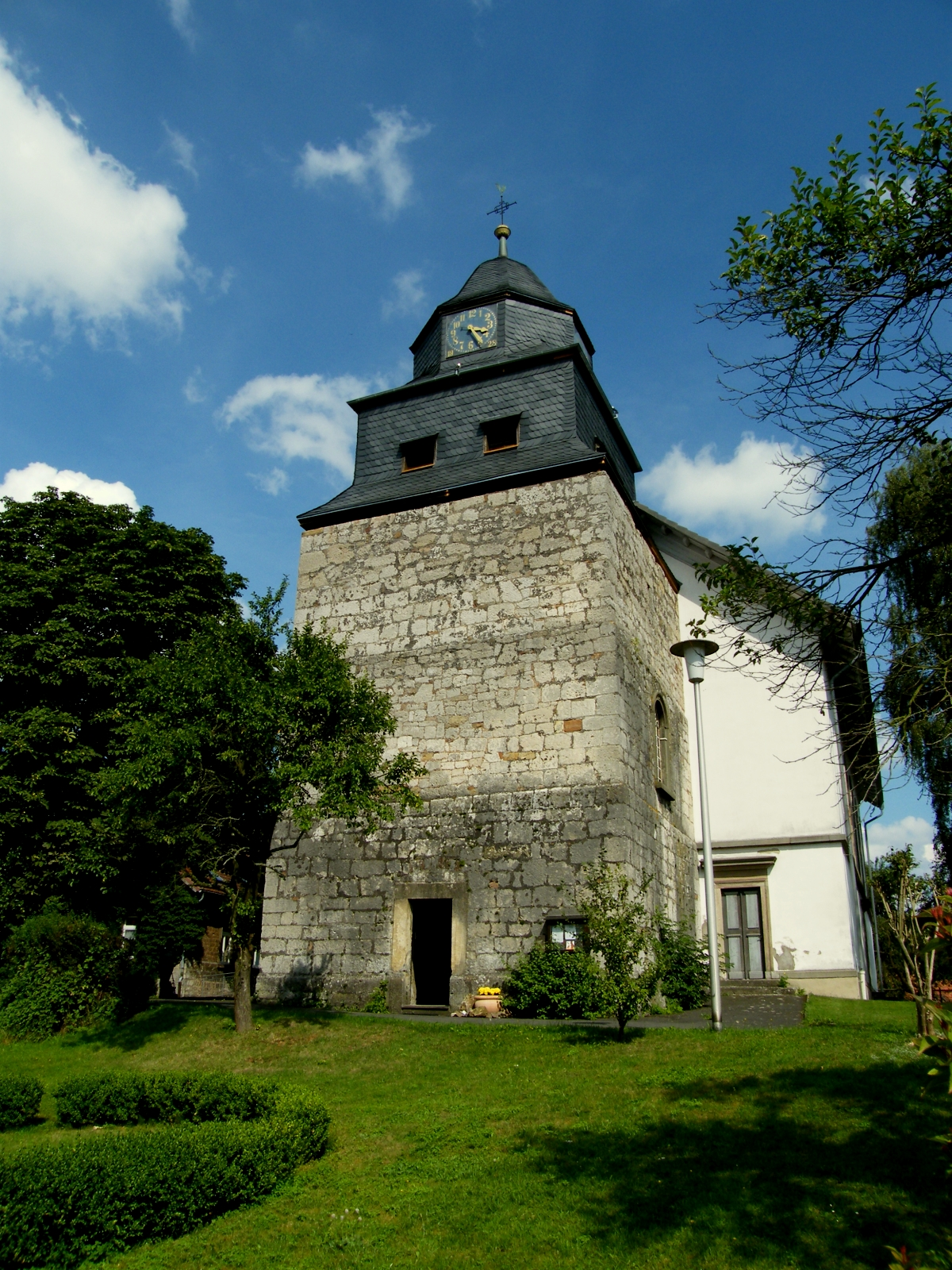
フェールの教会

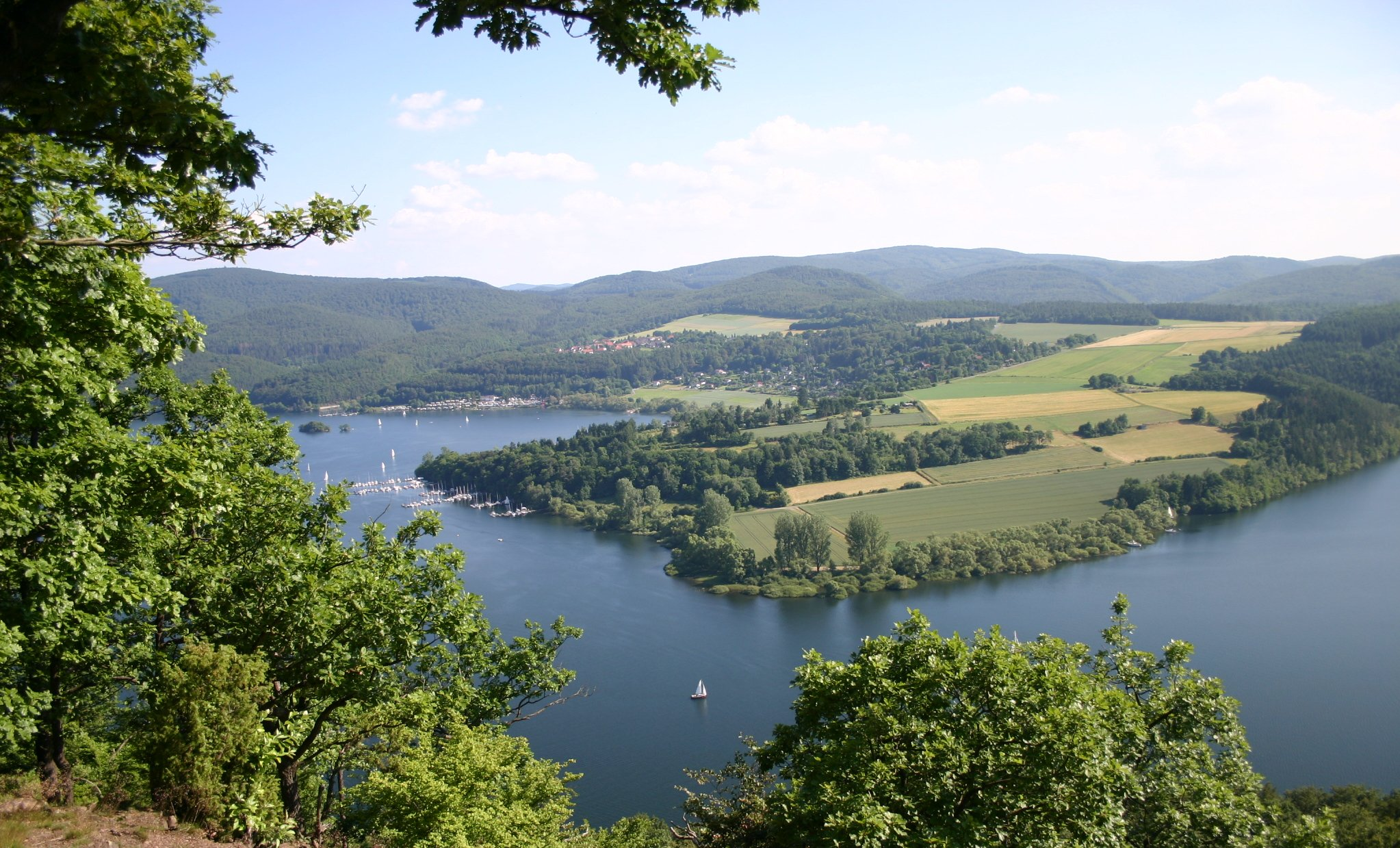
エーダー湖

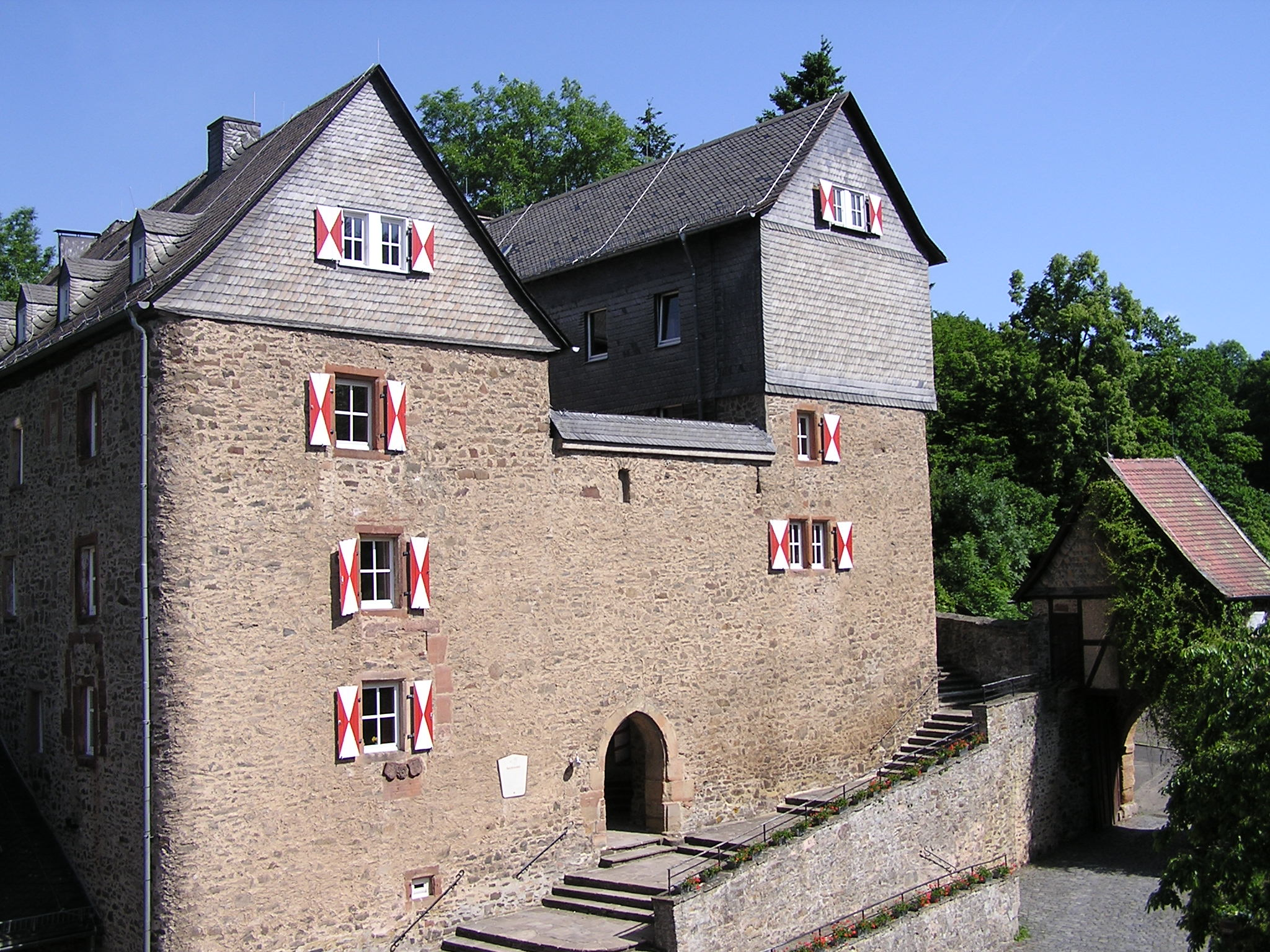
ヘッセンシュタイン城

- 市庁舎: この建物は、1840年代に古い城の石材を転用して建設された。初めは区裁判所として用いられていた。
- シュタインハウス: 結婚式場があるシュタインハウスもかつての城館の石材で造営され、最初は家畜舎であった。1990年頃の地区再開発に伴って、町がこの建物を購入し、改築した。
- ヘッセン森林局: この建物は、1386年頃にフェール城の事務棟として建設された。ゲオルク・フォン・ヘッセン＝ダルムシュタットにより宮廷が廃止された後は、領主の荘園管理事務所として使われた。1808年からは税務官（徴税官）のオフィスとして利用された。1866年にフェール郡がプロイセン王国に併合された後は、プロイセンの上級森林監督官の居館となり、1930年からはフェール上級森林監督官またはプロイセン森林局のオフィスとされた。建物はフェールの 850年祭にあたる1994年に改修された。フェール森林局は、現在、州の機関であるヘッセン＝フォルストの下部組織にあたる。
- バウホーフ: 現在のバウホーフ（町の建設事務所）は、数世紀前には荘園管理事務所の一部であった。19世紀には郡役場として使われた。
- ヘンケルハウス: ヘンケル・ヴェルク社の創設者であるフリッツ・ヘンケルの寄附を受け、フェールの農民や手工業者の賦役によって1926年に建設された。初めは体育館兼ユースホステルであった。第二次世界大戦中は強制労働者にここで食事が供されていた。1989年から90年に建物は全面的に改修された。現在は、催し物や会議、講演に用いられている。
- マルティンス教会: ルター派のマルティンス教会は、シュールベルクの丘の上にあり、古い村の中心となっている。この教会は、ロマネスク時代の先代の建物にまで遡る。
- 教区集会所: プロテスタント教会の教区集会所は、1840年代中頃に古い城の石材で建設され、第二次世界大戦終戦までは学校および教員宿舎として用いられていた。後に商業顧問官となったフリードリヒ・カール・ヘンケル（フリッツ・ヘンケル）は、ここで生まれた。彼の父親はフェールで教員、聖具室係、貯蓄銀行の会計係を務めた。
- カトリック教会: カトリックの教会組織は第二次世界大戦後に難民や旧ドイツ東部領土から追放された人々が流入したことで創設された。1950年代中頃フルダ司教は、当時開発されたリンデンアレーにガレージ付きの家屋を購入した。このガレージから現在の教会堂が造られた。
- 基礎課程学校: フェールには遅くとも宗教改革の時代から学校があった。現在、ミッテルプンクトシューレに属す校舎は、1955年から56年に城館公園内に建設され、1965年から68年に隣の土地に移築された。
- シナゴーグ: 1827年7月17日に完成したシナゴーグは、最初は単なる学校であった。ナチス時代を切り抜けたミッテルガッセ9番地の建物は、2002年から地元の保護会によって修復され、現在は文化イベントに利用されている[3]。
- エーダー湖: エーダー川の堰止め湖
- バスドルフ近郊の「エーダー湖畔のトウモロコシ迷路」
- バスドルフ近郊の鳥獣保護林
- イッターブルク城: タールイッター近郊の城址
- エッセンシュタイン城: エーダーブリングハウゼン近郊の城（旧ユースホステル）
- ケーゼルブルク城: エーダーブリングハウゼン近郊の城址
- ブルク・アム・バックオーフェン: シュミットロートハイム近郊の古い城趾
- エーレンブルク城: マリエンハーゲン近郊の城趾
- ヒュンゼルブルク城: バスドルフ近郊の城趾
- ミュッケンブルク城: キルヒロートハイム近郊の城趾
- ヴァルデック城: ヴァルデック近郊の城館
- 隣接する中低山地、ケラーヴァルト
- ケラーヴァルト＝エーダーゼー自然公園: 町内の数カ所がこの自然公園に含まれる。
- ケラーヴァルト＝エーダーゼー国立公園: 2008年にヘルツハウゼンとキルヒロートハイムとの間にケラーヴェルト国立公園センターがオープンした。町内の数カ所が国立公園と境を接している。

## 経済と社会資本

### 交通
- エーダーゼー鉄道
- クールヘッセン鉄道

## 人物

### ゆかりの人物
- フェリーツィタス・ヴォル（1980年 - ）女優。ハルプスハウゼンで育った。

## 引用
1. ↑  Hessisches Statistisches Landesamt: Bevölkerung in Hessen am 31.12.2023 (Landkreise, kreisfreie Städte und Gemeinden, Einwohnerzahlen auf Grundlage des Zensus 2011)]
2. ↑  2011年3月27日の町議会議員選挙結果 (hsl.de)
3. ↑  フェールの旧シナゴーグ